# Karl-Eugen Kurrer
Karl-Eugen Kurrer (Heilbronn, 10 de agosto de 1952) é um engenheiro civil e historiador alemão.

## Vida
Kurrer estudou engenharia civil em Stuttgart e na Universidade Técnica de Berlim, onde obteve seu diploma (Entwicklung der Gewölbetheorie vom 19. Jahrhundert bis zum heutigen Stand der Wissenschaft am Beispiel der Berechnung einer Bogenbrücke), doutorando-se em 1986 com a tese Zur inneren Kinematik und Kinetik von Rohrschwingmühlen. De 1989 a 1995 foi engenheiro da Telefunken Sendertechnik. Em 1996 tornou-se diretor do Círculo de Trabalho sobre História da Técnica da Verein Deutscher Ingenieure (VDI) em Berlim. É desde 1996 redator-chefe do periódico Stahlbau da Editora Ernst & Sohn.

## Obras

### Livros
- Geschichte der Baustatik, Verlag Ernst und Sohn 2002, ISBN 3-433-01641-0
- The History of the theory of structures – from arch analysis to computational mechanics. Ernst und Sohn / Wiley-VCH, 2008, ISBN 3-433-01838-3

### Artigos
- The methods of graphical statics and their relation to the structural form